# 鈴木祐美子 (競艇選手)
鈴木 祐美子（すずき ゆみこ、1985年7月9日 - ）は、三重県出身の競艇選手。登録番号4385。身長153cm。血液型A型。98期。三重支部所属。父は同じ競艇選手の鈴木光男（登録番号2781）。同期に平山智加、松田祐季、西村拓也らがいる。

## 来歴
- 競艇選手になる以前は、小学校2年生時からバスケットボールをしていた[1]。高校時代には全国大会に県代表として出場し、後に同期となる平山智加とは高校3年時に出会っている[2]。
- やまと競艇学校時代、リーグ戦勝率4.16（準優出2　優出1）の成績を残した。
- 2006年5月25日、津競艇場でデビュー（6着）。
- 2007年8月24日、桐生競艇場での「G3女子リーグ第7戦 第27回群馬テレビ杯」3日目1Rで初勝利（144走目）。